# خور عبدالله

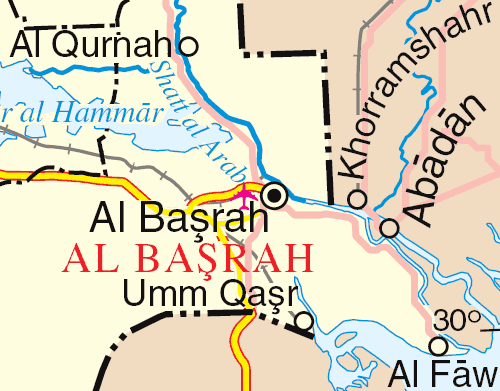
Map.

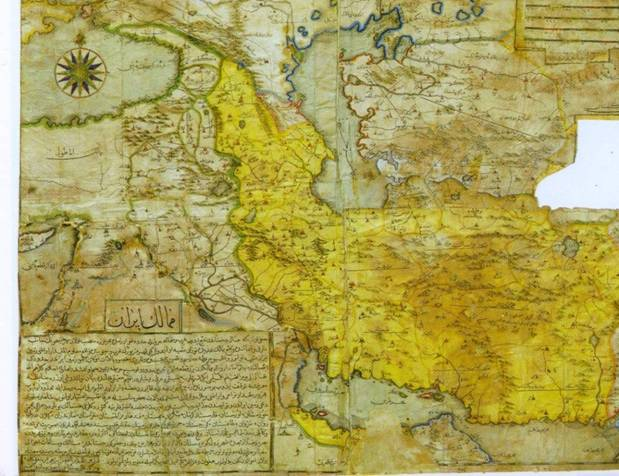
نقشه رسمی دولت عثمانی بحر فارس+ بحر محیط عجم

خور عبدالله یا خور بصره یا خلیج بصره خلیج کوچکی در انتهای شمال غربی خلیج فارس است که از غرب به بوبیان کویت و از شرق به اروند کنار (گصبه) ایران و از شمال به فاو و ام‌القصر عراق وصل می‌شود.

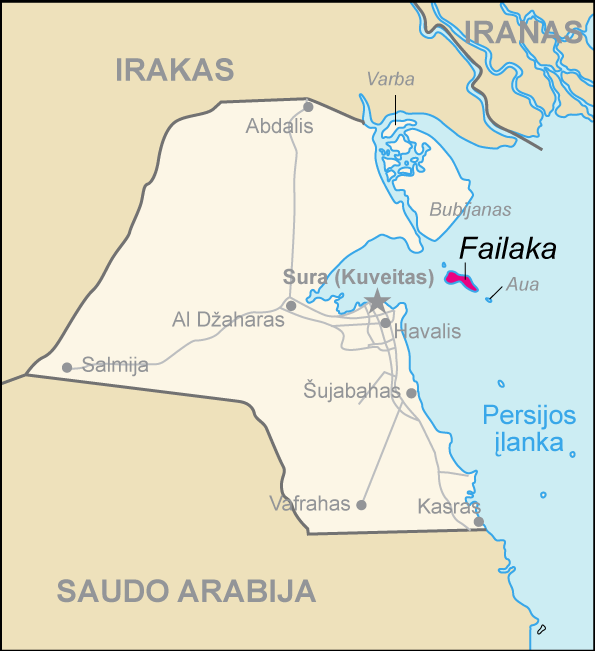
جزیره فیلکه در نقشهٔ کویت.

در صفحه ۱۱۲ کتاب اسناد نام خلیج فارس، میراثی کهن و جاودان نقشه سال ۱۷۲۹ دولت عثمانی (نقشه زیر) چاپ شده و نویسنده توضیح داده‌است که خلیج بصره و آنچه امروز در ترکیه به کل خلیج فارس گفته می‌شود در نقشه‌های اولیه دولت عثمانی به خور انتهایی خلیج فارس گفته می‌شده که امروزه در اسناد سازمان ملل از آن آبراهه بنام خلیج بصره Bay OF Basra نام برده می‌شود.